# Амон из Туля
Амон Тульский (фр. Amon de Toul, лат. Amonis) — святой епископ Тульский. День памяти — 23 октября.
Преемник святого Мансуэта, святой Амон покинул город, спасаясь от разрушительного нашествия гуннов и Аттилы после их поражения в битве на Каталаунских полях в 451 году. Предание гласит, что скала, преграждавшая путь святому, открылась, а затем снова сомкнулась за ним, чтобы скрыть его от преследователей-варваров. Сегодня это место называется «Анонские леса». Это небольшая возвышенность с видом на деревню Говиллер. Предаваясь покаянной жизни, он часто уединялся в деревне Фавьер, в пещере с полостями в форме келий глубиной около 25 метров и высотой 3 или 4 метра.
Его преемником стал святой Алхас.
Изображение святого можно увидеть в апсиде Тульского собора.
Согласно Pouillié ecclésiastique et civil du diocèse de Toul, в деревне Соксеротт в его честь назван скит. Предание гласит, что сам святой Амон освятил эту ныне несуществующую «часовню-скит» и что там, как полагают, находятся его святые мощи. В своё время Сен-Амон считался деревушкой в окрестностях Соксеротта. Со своей стороны, Коллегиальная церковь Сен-Генгульт в Туле «владеет несколькими частями облачения и ризы святого Амона; эти реликвии (…) заключены вперемешку со многими костями в старый деревянный сундук, хранящийся в гробнице главного алтаря».